# Pöschendorf
Pöschendorf er en by og en kommune i det nordlige Tyskland, beliggende i Amt Schenefeld i den nordvestlige del af Kreis Steinburg. Kreis Steinburg ligger i den sydvestlige del af delstaten Slesvig-Holsten.

## Geografi
Pöschendorf ligger omkring tolv kilometer nord for Itzehoe lige syd for Schenefeld ved Bundesstraße B430. Få kilometer ligger afkørsel Wacken på motorvejen (A23 fra Hamborg til Heide). Gennem kommunen løber vandløbet Pöschendorfer Graben. I kommunen ligger bebyggelserne Klint, Holzbaum, Hohenesch und Breitenfelde.